# Deutschland (A59)
Pour les articles homonymes, voir Deutschland.
Le Deutschland (A59) est un navire de la Bundesmarine, la marine ouest-allemande. Il a été construit et utilisé comme croiseur d'entraînement (Schulschiff) en temps de paix et prévu pour des missions multi-rôles en cas de guerre : transport de troupe, navire-hôpital, mouilleur de mines et escorteur. Pour préparer au mieux les cadets à leurs fonctions dans la flotte active, le navire transportait le type d'armement et de machinerie qui équipait les navires de la marine allemande de cette période. La machinerie était donc assez diversifiée (deux paires de moteurs diesel différents et une turbine à vapeur) et, en matière de performances, l'accent avait plutôt été mis sur l'autonomie que sur la vitesse. Sous le pont, des salles de cours relativement grandes soulignaient le rôle principal du navire et, contrairement à d'autres navires de la flotte, le Deutschland avait des civils (commissaire, cordonnier, tailleur) servant aux côtés du personnel militaire. 
À son époque, le Deutschland était le plus grand navire de la marine de la République fédérale d'Allemagne. L'autorisation de construire le navire a été accordée en dépit de ses dimensions supérieures à celles autorisées par les restrictions de tonnage imposées par l'Union de l'Europe occidentale à l'Allemagne de l'Ouest. (Les derniers navires de ravitaillement  de classe Berlin de l'Allemagne réunifiée sont beaucoup plus grands.) Comme la plupart des navires de guerre allemands d'après-guerre, le Deutschland bénéficiait d'une protection NBC complète. Il était le plus petit croiseur allemand depuis les SMS Brummer et Bremse  de 1915 (4385 tonnes). 
Cette classe à un seul navire, le Type 440 du système de désignation allemand, a coûté 95 millions de DM.

## Carrière
Le navire-école Deutschland a été commandé à la fin de 1958. Sa quille a été posée au chantier naval Nobiskrug à Rendsburg le 11 septembre 1959. Lancé le 5 novembre 1960, il était à l'origine destiné à se nommer Berlin. Pour des raisons politiques évidentes cependant (Berlin étant divisée entre les quatre puissances occupantes et les alliés s'opposaient au nom choisi), le navire fut finalement nommé d'après l'Allemagne : Deutschland. 
Livré le 10 avril 1963, le Deutschland a été mis en service le 25 mai 1966 et, comme le voilier-école Gorch Fock, rattaché à l'Académie navale de Mürwik à Flensbourg. Au cours de son service, des milliers d'élèves-officiers de la marine ouest-allemande ont effectué à son bord les trois mois de la partie pratique de leur formation. Le navire est resté en service actif jusqu'à sa mise hors service le 28 juin 1990. Malgré son rôle de premier plan dans la formation des officiers de la Bundesmarine pendant près de 25 ans, toutes les tentatives de préservation du navire, par exemple en tant que musée, ont échoué. Le Deutschland a finalement été vendu pour la ferraille en octobre 1993 ; en janvier 1994, il a été remorqué à Alang, en Inde, pour y être démoli.

## Photos

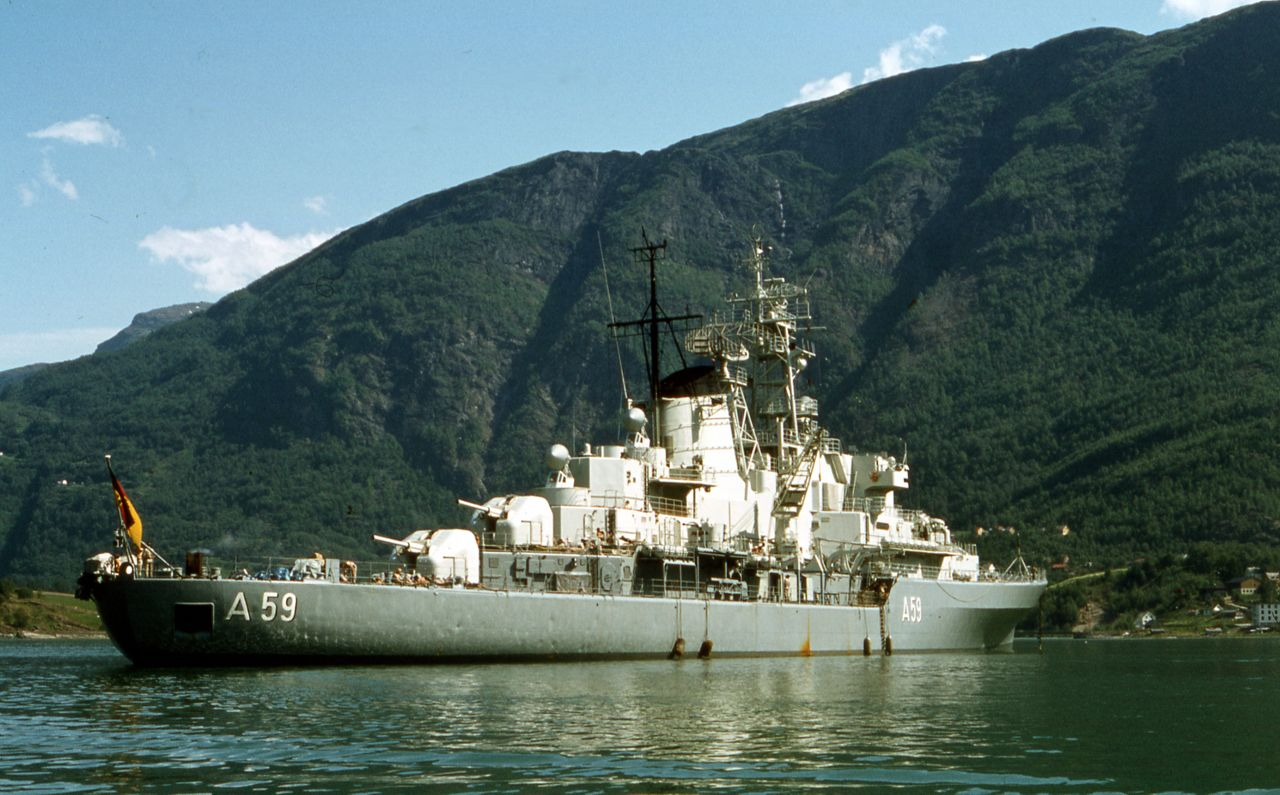
Le Deutschland à l'ancre dans le  Lustrafjord (de) près de Skjolden en juin 1980.
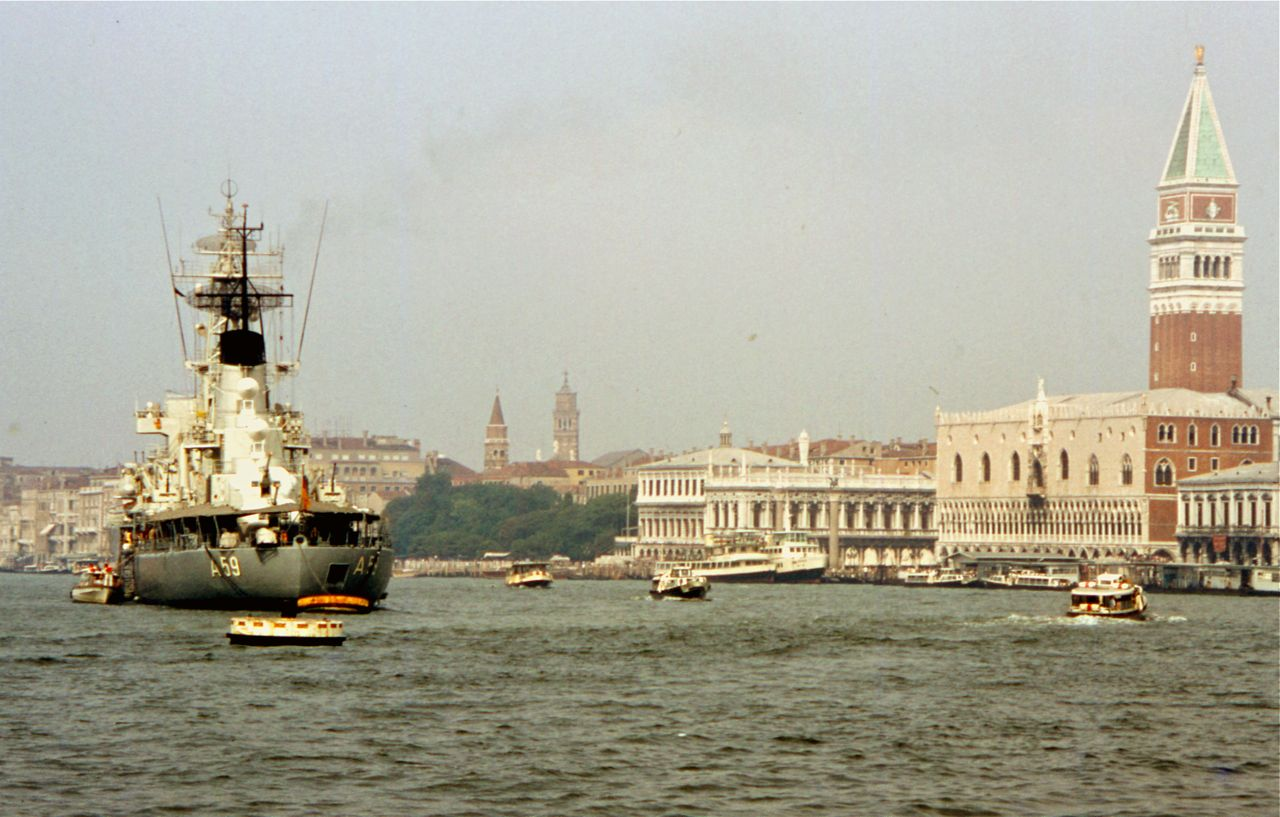
Le Deutschland (A 59) à Venise en août 1980.
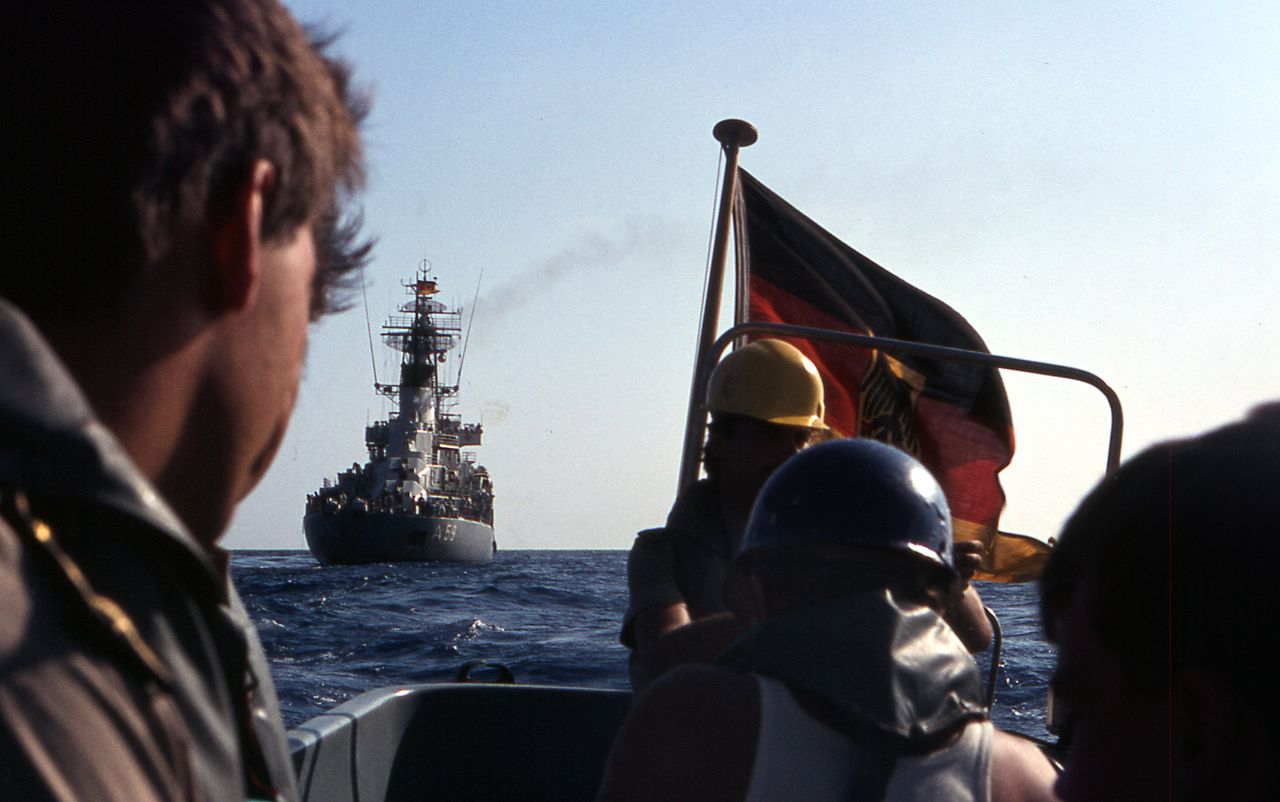
Transfert du Deutschland au Lütjens (D 185) (de) dans le golfe de Syrte en août 1980.

## Homonymes dans le service naval allemand
Avant le navire-école de classe Type 440 Deutschland, d'autres navires de surface de la marine allemande avaient porté le même nom. 
Marine impériale
- La frégate blindée SMS Deutschland, lancée en 1874.
- Le SMS Deutschland, cuirassé pré-dreadnought de classe Deutschland, lancé en 1904.
- Le mouilleur de mines SMS Deutschland, lancé comme ferry en 1909 et réquisitionné en 1914.

Kriegsmarine
- Le cuirassé de poche Deutschland, lancé en 1931 et renommé Lützow en 1940.